# 테트라디클리스속
테크라디클리스속(Tetradiclis)은 니트라리아과에 속하는 속씨식물 속의 일종이다. 4종을 포함하고 있다. 이집트와 남동부 유럽 지역부터 중동 지역을 거쳐 중앙아시아 지역에 분포한다.

## 하위 종
- T. corniculata
- T. eversmanni
- T. salsa
- T. tenella